# 勝田声優学院
勝田声優学院（かつたせいゆうがくいん）は、かつて存在した声優の勝田久主宰の俳優養成所、声優養成所。東京都豊島区高田にあった。

## 概要
1982年に勝田話法研究所附属の声優教室として開設。1987年に勝田声優学院に改称。開設以来、第一線で活躍する声優達を多数輩出した。
養成過程は二年制。一年目は基礎科に在籍して勝田の下で演技の基本を学び、二年目は研究科として、水鳥鐵夫の指導で脚本の解析等に向き合う。
2015年3月、学院長の高齢を理由に閉院となった。
講師は勝田、野沢雅子、村松康雄、水鳥鐵夫、本田保則の5人で、出演業務はアーツビジョンに委託、募集要項請求にはハガキに60円切手6枚、通信指導は18000円(教材セットは13800円)で開設していた。

## 主な卒業生
01期生から05期生までが「勝田声優教室」卒業生、06期以降が「勝田声優学院」卒業生。
- 01期生：伊藤美紀、岡本麻弥、南央美
- 02期生：白石文子、鷹森淑乃、福田靖（脚本家に転向）、1982年9月開講[4]
- 03期生：安達成彦、天野由梨
- 04期生：西嶋陽一、佳月大人
- 05期生：石川和之、大西健晴、高木渉、森川智之、菅原祥子、根谷美智子、三石琴乃、横山智佐
- 06期生：陶山章央、千葉一伸、中西裕美子
- 07期生：坪井智浩、遊佐浩二、深水由美、森沢芙美
- 08期生：関智一、石川静、兒玉彩伽、島涼香、長沢美樹、織田優成
- 09期生：ますおかたろう、室園丈裕、岩居由希子、内川藍維、茂呂田かおる
- 10期生：五島慎、遠近孝一、今井由香、小西寛子、橘U子、本田貴子、山田みほ、倉田雅世
- 11期生：荻原秀樹、小西克幸、平川大輔、萩原えみこ
- 12期生：河相智哉、花輪英司、宮下道央、佐久間紅美
- 13期生：小暮英麻、新谷恵、若林直美
- 14期生：栗山浩一、茂木滋、河原木志穂、和田みちる
- 15期生：石井真、水沢史絵
- 16期生：大畑伸太郎、渡辺英雄、細野雅世
- 17期生：宇佐美貴之、古島清孝、小橋知子、中村サチコ
- 18期生：新藤涼平、四宮豪、相馬幸人、最上嗣生、足立友、小杉ゆう子
- 19期生：大原崇、東條加那子
- 20期生：福田彦太
- 21期生：高橋研二、森伸、菅谷弥生、林りんこ
- 22期生：坂巻学、藤田玲奈、中田愛乃
- 23期生：古今亭志ん吉（落語家）、小手川拓也、角野寛、川﨑芽衣子、御沓優子、石田嘉代、後藤光祐、高野康弘、近藤浩徳
- 26期生：橋爪紋佳
- 27期生：叶一華
- 29期生：濱野大輝

## 中退者（後に声優デビューした者）
- 樋口あかり (元18期生)

など。